# Epaphroditidae
Famille
Les Epaphroditidae sont une famille d'insectes de l'ordre des Mantodea.

## Répartition
Les espèces de cette famille se rencontrent dans les zones néarctiques et antillaises.

## Description
Les épaphrodites se distinguent de tous les autres mantodéens par la combinaison des caractères suivants : 
- les yeux sont arrondis à légèrement coniques ;
- le renflements juxta-oculaires est indistincts à saillants ;
- le pronotum est plus ou moins tuberculéa avec la dilatation supracoxale modérément à bien marquée ;
- la métazone est au moins deux fois plus longue que la prozone ;
- les lobes apicaux du fémur antérieur portent une très courte épine ;
- les fémurs antérieurs présentent un lobe dorsal dans la moitié proximale avec quatre épines discoïdales et quatre épines postéroventrales ainsi qu'une crénulation distincte médio-ventrale entre les épines postéroventrales ;
- la rainure pour les griffes est placée dans la moitié proximale du fémur ;
- les mâles sont macroptères et les femelles mésoptères ;
- les ailes postérieures sont au moins colorées chez les femelles avec la partie antérieure généralement jaunâtre à brunâtre, les traces d'un ocelle à l'apex et la partie postérieure est fumée avec des veines claires ;
- les ailes postérieures dépassent le tegmina ;
- l'oreille cyclopéenne est présente ;
- la plaque supra-anale est triangulaire avec une carène qui peut être produite en un lobe ;
- les cerques sont plus courts que la moitié de la longueur de l'abdomen et cylindriques ;
- les phallomères son sclérotisés ;
- les processus du complexe gauche sont séparés ;
- le phallomère ventral est sans lobe basal du côté droit ;
- le processus distal primaire est transloqué sur le côté gauche du phallomère ventral ;
- le processus distal latéral secondaires peut être présent mais petit et tuberculé et le processus distal médian secondaire est absent ;
- l'apophyse phalloïde est légèrement bifurquée et plus ou moins tuberculée ;
- le lobe membraneux n'est pas pileux ;
- le processus apical est sans lobe subapical ;
- la lamelle dorsale du phallomère gauche est sans lobe arrondi.

## Systématique
La dénomination de cette famille est attribuée à l'entomologiste suisse Karl Brunner von Wattenwyl et elle a pour genre type Epaphrodita Audinet-Serville, 1831,. Cette famille a été initialement orthographiée Epaphroditae.

### Publication  originale
- Brunner de Wattenwyl, « Révision du système des orthoptères et description des espèces rapportées par M. Leonardo Fea de Birmanie », Annali del Museo Civico di Storia Naturale di Genova, Gênes, Tipografia del Regio Istituto Sordo-Muti (d), vol. 13, no 33,‎ 1893, p. 5-230 (ISSN 1122-6447, OCLC 10489012, lire en ligne).

### Liste des sous-familles et des genres
Cette famille est divisée en deux sous-familles :
- Sous-famille des Gonatistinae Saussure, 1869
- Gonatista Saussure, 1869
- Gonatistella Giglio-Tos, 1915

- Sous-famille des Epaphroditinae Brunner de Wattenwyl, 1893
- Tribu des Epaphroditini Brunner de Wattenwyl, 1893
  - Epaphrodita Audinet-Serville, 1831[3]
- Tribu des Callimantini Giglio-Tos, 1919
  - Callimantis Stål, 1877[3]